# Aeromarine 40
L'Aeromarine 40 est un hydravion biplan à ailes inégales non décalées, biplace côte à côte à coque et moteur propulsif. Très largement inspiré du Curtiss F, il a été conçu durant la Première Guerre mondiale pour les besoins de l'US Navy.

## Un biplace d'entraînement pour l'US Navy

### Aeromarine 40-F
Hydravion d'entraînement destiné à l’US Navy, qui commanda 200 exemplaires en 1918 au prix unitaire de 8 100 $. 50 seulement furent construits {A-58040/5089] avant la fin de la Première Guerre mondiale, le solde de la commande [A-5090/5239] étant alors annulée. Certains appareils en cours de construction furent achevés et vendus sur le marché civil sous diverses motorisations reprises ci-dessous. Deux exemplaires furent cédés par l’US Navy à l’USCG et affectés à la base de Morehead City, Caroline du Nord, à son ouverture en mars 1920. En juillet 1921 cette base dut être fermée pour raisons financières et les deux Aeromarine 40 furent sabordés sur place. 4 autres furent vendus à la Marine brésilienne qui les utilisa pour l'entraînement au pilotage de 1920 à 1923.

### Aeromarine 41
Un certain nombre d'Aeromarine 40-F furent remotorisés en 1922 avec un moteur Hispano-Suiza. En décembre 1922 le [A-5066] fut affecté à des missions de surveillance au large de Cuba et rattaché au ravitailleur d’hydravions Hannibal (AG-1) (en). Cet appareil fut victime d’une déchirure de coque, sans pertes humaines, le 25 mai 1923, et le compte-rendu d’accident recommanda de ne plus utiliser cet appareil, jugé fragile, pour ce type de mission.

## Reconversion sur le marché civil

### Aeromarine 40-B Sport Seaplane
Version civile à moteur Hisso de 150 ch vendu 9 000 $ en 1919. Au moins trois exemplaires [NC297, NC910V, NC5018]

### Aeromarine 40-C
Le précédent avec un moteur Aeromarine U-8 de 150 ch.

### Aeromarine 40-L
Version civile à moteur Aeromarine L de 130 ch.

### Aeromarine 40-T
Version civile à moteur Curtiss OXX-6 de 100 ch.

### Aeromarine 40-U
Version civile à moteur Aeromarine U-6D.